# Stade gabésien (football)
Pour les articles homonymes, voir Stade gabésien.
Maillots
Actualités
Le Stade gabésien (arabe : الملعب الڨابسي) est un club tunisien de football fondé en 1957 et basé dans la ville de Gabès.
Le club, qui porte le surnom de Stayda, est la section football du club omnisports du même nom, le Stade gabésien.
Le club évolue en Ligue II et s'entraîne au stade olympique de Gabès à Zrig et au stade historique Omar-Doghman au centre-ville.
En 2023, le club est présidé par Mohamed Tayari qui prend le témoin de Nizar Kridis avec qui le club a connu des hauts et des bas en termes de résultats en Ligue II.

## Histoire

### Fondateurs
- Houssine Maghrebi (premier président)
- Mohamed Hammemi (premier secrétaire général)
- Taher Chakkey (adjoint et ancien gardien)
- Mohamed Salah Quiblewi "Marzouki" (premier entraîneur et ancien joueur)
- Mohamed Ben Jaber (dirigeant)
- Mezhoud Ben Jaber (ancien joueur et dirigeant)
- Omar Doghman (ancien arrière central et dirigeant)
- Abdessalam Doghman (dirigeant)
- Haj Mohamed Zenzouri (dirigeant)
- Habib Hammemi (dirigeant)
- Houssine Ben Ahmed (dirigeant)
- Aroussi Bouabdellah (dirigeant)

### Périodes marquantes

#### Années 1950-1990: de la genèse (fusion) à la quête d'une identité
Le Stade gabésien est le fruit de la fusion entre trois clubs, le Club sportif gabésien créé en 1922 (champion en 1939), l'Étoile sportive de Gabès, créée en 1931 par le militant nationaliste Abdelaziz Ennouri, et l'Union sportive de Gabès, créée en 1947. Décidée après l'indépendance sur proposition du gouverneur de l'époque, Mohamed Habib, justifiant une seule équipe patriote au lieu de trois sous les règnes du bey. Le premier noyau de la structure dirigeante est composé essentiellement par les dirigeants et anciens joueurs des trois clubs formateurs. Mohamed Salah Marzouki est le premier secrétaire général de l'équipe alors que Houssine Maghrebi en est le premier président.
Le club connaît des débuts difficiles, oscillant entre la division nationale et la division d'honneur, en raison de l'absence de structuration d'une équipe capable de résister face aux grandes formations de l'époque. Durant certaines périodes, il connaît quelques glissades dans les divisions inférieures.

#### Années 1990: les années noires
Les années 1990 sont considérées comme une période sombre dans l'histoire du club. En effet, la traversée du désert conduit l'équipe jusqu'à la dernière division du pays (division régionale Sud-Est) en 2001.

#### Années 2000: la reconstruction de l'équipe
Cette mauvaise posture n'empêche les dirigeants, hommes d'affaires de la région et supporters de fournir leur appui pour que cette situation, pas digne de l'image du club et de son histoire à leurs yeux, ne s'éternise pas. Les efforts finissent par payer et l'équipe réussit à grimper toutes les divisions, une par une, jusqu'à la montée en 2007 dans la division nationale tant attendue après 23 ans.
En effet, durant la saison 2006-2007, le club termine premier de la Ligue II après un match historique contre l'Olympique de Médenine et se retrouve promu en Ligue I pour la saison 2007-2008. À la fin de celle-ci, il finit treizième du classement (premier relégable) et retourne donc en Ligue II pour la saison 2008-2009, durant laquelle l'équipe commence ses entraînements avec Salem Tabassi. Après la défaite survenue lors du premier match, ce dernier est remplacé par Lassaâd Maamar (en), ancien entraîneur de l'Avenir sportif de Gabès et de l'Espérance sportive de Zarzis, puis par Kais Yaâkoubi. Le club rate de façon inattendue l'accession en Ligue I lors de la dernière journée du championnat. Pour la saison 2009-2010, elle recrute un grand nombre de joueurs, mais les débuts difficiles l'amène à limoger l'entraîneur algérien Boualem Mankour et à le remplacer par Ridha Akacha, Madiène Chaibi puis Mohamed Azaiez.

#### Années 2010

##### Saisons 2010-2013
Au début de la saison 2010-2011, Kamel Zouaghi est désigné pour entraîner l'équipe. À la fin de la saison, Mohamed Jelassi reprend l'équipe, avant d'être remplacé par le Brésilien Robertinho pour préparer l'équipe l'année suivante sur de bonnes bases.
Les tentatives de Robertinho n'ont pas finalement aboutie à la saison 2011-2012 et l'équipe est restée en Ligue II à quelques petites longueurs de retards des promus en Ligue I.
Lors de la saison 2012-2013, le club parvient à retrouver l'élite du football tunisien, le club réussit même à se maintenir au plus haut niveau en terminant sixième de la poule Sud du championnat, grâce notamment à Fakhreddine Galbi qui marque sept buts et termine deuxième au classement des buteurs de cette saison. La saison suivante est largement meilleure que la précédente sur le plan sportif, le Stade gabésien pratique un jeu porter vers l'avant, mené par Chiheb Ellili (entraîneur lors de la saison 2006-2007) ; cette saison est aussi celle des révélations avec Sâad Bguir et Chedly Ghrab, deux joueurs issus du centre de formation du club et arrivés à maturité, qui sont les grands acteurs de la saison du club. L'équipe se classe septième du championnat, Bguir finit meilleur buteur suivi de Mohamed Ali Slama (prêté par l'Espérance sportive de Tunis), Alioune Cissé puis Chedly Ghrab. À la fin de la saison, Chiheb Ellili décide de quitter le club pour partir à Dubaï.

##### Saison 2014-2015
La saison 2014-2015 commence par la nomination, au poste d’entraîneur, de Hamadi Dhaou. Lors de la septième journée, une défaite face au Club sportif de Hammam Lif scelle le sort de Dhaou, remplacé par le technicien Mourad Okbi (en). Ce dernier change la face de l'équipe, qui perd de moins en moins et remporte même le derby gabésien contre l'Avenir sportif de Gabès (0-1, 2-1 au match retour) ; ce derby est le premier en Ligue I pour les deux clubs, malgré la perte de Ghrab qui a signé lors du mercato hivernal à l'Espérance sportive de Tunis.
Le Stade gabésien finit la saison à la dixième place ; Youssef Fouzaï finit comme meilleur buteur de la formation avec sept buts. En coupe de Tunisie, les joueurs réalisent un excellent parcours en éliminant l'Union sportive monastirienne en seizièmes de finale puis en gagnant lors des huitièmes de finale face à leur plus grand rival, l'Avenir sportif de Gabès. Lors des quarts de finale, les joueurs retrouvent avec succès l'Association sportive de Djerba. Face au Club sportif de Hammam Lif, la formation s'impose à domicile, l'effectif entrant dans l'histoire du club comme la première équipe depuis 1957 à s'être hissé en finale de la coupe de Tunisie ; elle s'incline en finale face à l'Étoile sportive du Sahel (3-4).

##### Saison 2015-2016
La saison 2015-2016 est marquée par le départ de l'entraîneur Mourad Okbi pour les Émirats arabes unis, à la suite d'une défaite face à l'Avenir sportif de Kasserine (0-1) dans le cadre de la huitième journée du championnat ; il est remplacé par Nizar Khanfir (en) qui ne parvient pas à inverser la mauvaise série et se retire juste après la première participation en coupe de la confédération 2016.
Les joueurs du Stade gabésien y affrontent, lors du premier tour de la compétition, le club malien de l'Association sportive Bakaridjan (quatrième du championnat du Mali 2014-2015) à Barouéli, les Gabésiens parvenant à obtenir un match nul (1-1) grâce à un but d'Aliou Cissé ; le match retour à Gabès est très attendu par les supporters car il s'agit du premier match de coupe de la confédération joué au stade de Zrig. Les joueurs de Barouéli ouvrent le score avant que Hichem Essifi n'égalise ; les équipes se neutralisent (1-1) et le score reste le même jusqu'à la séance de tirs au but. Abderraouf Marzouki (entraîneur adjoint qui assure l'intérim) décide de faire sortir, à la fin de la prolongation, le gardien titulaire Slim Rebaï et de le remplacer par le jeune gardien Salah Othmani (formé au club) lors de la séance de tirs au but. Les joueurs de Barouéli ratent deux fois, Essifi et Hamza Baccouche ratent les deux penaltys du Stade gabésien ; Cissé désigné comme le sixième tireur gabésien s'avance vers le point de penalty et transforme son tir au but, les autres trois penaltys gabésiens étant inscrits par Youssef Fouzai, Hamza Jelassi et Ali Hammami. Othmani parvient à repousser le tir du sixième tireur de Barouéli, permettant une première pour l'un des clubs de Gabès, soit une qualification pour le second tour de la coupe de la confédération, contre l'Association sportive Kaloum Star (deuxième du championnat de Guinée 2014-2015). Le 2 mars 2016, Lassaad Dridi est nommé entraîneur du club.
Au deuxième tour de la coupe de la confédération, l'équipe gagne le match aller (2-1) contre l'Association sportive Kaloum Star suivi par un match nul (0-0) en match retour à Conakry. En huitièmes de finale, après un nul (1-1) en match aller contre le Zanaco Football Club à Lusaka, il remporte le match retour (3-0) avec un but de Hosni et un doublé de Essifi.
En match aller des barrages pour la phase de groupes, il s'incline (0-1) à la 94e minute contre le dernier vainqueur de la Ligue des champions de la CAF, le Tout Puissant Mazembe, à Lubumbashi. Le Stade gabésien remporte le match retour (2-1), grâce à des buts de Youssef Fouzai sur penalty à la 29e minute et d'Ahmed Hosni à la 75e minute, mais est finalement éliminé de la compétition.
En championnat, le Stade gabésien termine la saison à la onzième place en totalisant 33 points.

##### Saison 2016-2017
La saison est marquée par la non participation du club aux plays-off malgré un bon nombre de recrutements à l'avant saison. L'équipe termine la saison à la cinquième place de la poule B et à la première place lors des plays-out. En coupe, l'équipe est éliminée en quarts de finale sur un penalty très discuté contre l'Union sportive de Ben Guerdane.

##### Saisons 2017-2020
Les saisons sont plutôt dures tant sur le plan sportif que managériale : l'équipe est sauvée in extremis de la relégation plusieurs fois alors que le bureau directeur connaît des hauts et des bas avec le public en conjonction avec l'augmentation des charges.

#### Années 2020
L'équipe, plombée par la dette des années passées en Ligue I, est encore en rodage et n'arrive pas à décoller de la Ligue II avec des résultats mitigés.

## Palmarès et bilan

### Palmarès
| \| - Coupe de Tunisie : - Finaliste : 2015 - Championnat de Tunisie D2 (5) : - Champion : 1958, 1961, 1979 (poule Sud), 1982 (poule Sud), 2007 - Championnat de Tunisie D3 (4) : - Champion : 1969 (poule Sud-Est), 1970 (poule Sud-Est), 1974 (poule Sud-Est), 2005 (Nationale C Sud) \| \| - Championnat de Tunisie D4 (poule Sud-Est) (1) : - Champion : 2003 - Championnat de Tunisie D5 (poule Sud-Est) (1) : - Champion : 2002 \| |  | |
| - Coupe de Tunisie : - Finaliste : 2015 - Championnat de Tunisie D2 (5) : - Champion : 1958, 1961, 1979 (poule Sud), 1982 (poule Sud), 2007 - Championnat de Tunisie D3 (4) : - Champion : 1969 (poule Sud-Est), 1970 (poule Sud-Est), 1974 (poule Sud-Est), 2005 (Nationale C Sud) |  | - Championnat de Tunisie D4 (poule Sud-Est) (1) : - Champion : 2003 - Championnat de Tunisie D5 (poule Sud-Est) (1) : - Champion : 2002 |

### Bilan du club
- 1957-1958 : division 2
- 1958-1959 : division nationale
- 1959-1961 : division 2
- 1961-1963 : division nationale
- 1963-1967 : division 2
- 1967-1970 : division 3
- 1970-1972 : division 2
- 1972-1974 : division 3
- 1974-1979 : division 2
- 1979-1981 : Ligue I
- 1981-1982 : division 2
- 1982-1984 : Ligue I
- 1984-1989 : division 2
- 1989-1995 : division 3
- 1995-1996 : division d'honneur
- 1996-1999 : division 3
- 1999-2001 : division 4
- 2001-2002 : division 5
- 2002-2003 : division 4
- 2003-2004 : division 3
- 2004-2007 : Ligue II
- 2007-2008 : Ligue I
- 2008-2013 : Ligue II
- 2013-2019 : Ligue I
- 2019-2023 : Ligue II

## Personnalités

### Bureau directeur
| Nom                | Fonction                                  |
| Mohamed Tayari     | Président                                 |
| Iyadh Najah        | Vice-président                            |
| Morsi Ben Romdhane | Secrétaire général                        |
| Sofiane Chaabane   | Deuxième vice-président                   |
| Fakher Rehouma     | Trésorier                                 |
| Hechmi Telmoudi    | Président du comité des supporters        |
| Houssine Ayed      | Président du comité d'organisation        |
| Hassen Thabet      | Président de la section football (jeunes) |
| Aymen Thabti       | Trésorier adjoint                         |
| Najib Jaber        | Coordinateur général                      |
| Hassan Amorri      | Directeur administratif                   |
| Mourad El Abed     | Comité des finances                       |
| Mohamed Nasfi      | Comité des finances                       |
| Chaouki Chagra     | Comité de football                        |

### Présidents
| Pays                  | Nom                  | Période   |
| --------------------- | -------------------- | --------- |
| Drapeau de la Tunisie | Houcine Maghrebi     | 1957-1959 |
| Drapeau de la Tunisie | Haj Mohamed Zanzouri | 1959-1961 |
| Drapeau de la Tunisie | Hédi Bouchamaoui     | 1961-1962 |
| Drapeau de la Tunisie | Houcine Chemam       | 1962-1963 |
| Drapeau de la Tunisie | Abdelkader Helmi     | 1963-1969 |
| Drapeau de la Tunisie | Khaled Kilani        | 1969-1970 |
| Drapeau de la Tunisie | Abdelmajid Hamrouni  | 1970-1971 |
| Drapeau de la Tunisie | Lakhdar Nasfi        | 1971-1972 |
| Drapeau de la Tunisie | Laâroussi Ouannen    | 1972-1977 |
| Drapeau de la Tunisie | Houcine Chaâban      | 1977-1979 |
|                       | Rachid Kilani        | 1979-1984 |
|                       | Néjib Mokhtar        | 1984-1986 |
| Drapeau de la Tunisie | Mohamed Néjib Nouri  | 1986-1988 |

| Pays                  | Nom                    | Période   |
| --------------------- | ---------------------- | --------- |
| Drapeau de la Tunisie | Ali Montassar          | 1988-1989 |
| Drapeau de la Tunisie | Noureddine Ouannen     | 1989-1991 |
| Drapeau de la Tunisie | Anouar Rehouma         | 1991-1993 |
| Drapeau de la Tunisie | Naceur Dahmani         | 1993-1995 |
| Drapeau de la Tunisie | Noureddine Ouannen     | 1995-1999 |
| Drapeau de la Tunisie | Ghazi Mrabet           | 1999-2001 |
| Drapeau de la Tunisie | Anouar Rehouma         | 2001-2003 |
| Drapeau de la Tunisie | Faouzi Nasfi           | 2003-2004 |
| Drapeau de la Tunisie | Anouar Rehouma         | 2004-2008 |
| Drapeau de la Tunisie | Saber Jemaï            | 2008-2018 |
| Drapeau de la Tunisie | Mohamed Ayachi Ajroudi | 2018-2019 |
| Drapeau de la Tunisie | Nizar Kridis           | 2019-2023 |
| Drapeau de la Tunisie | Mohamed Tayari         | 2023-     |

### Entraîneurs
| Pays                  | Nom                    | Période   |
| --------------------- | ---------------------- | --------- |
| Drapeau de la Tunisie | Mohamed Salah Marzouki | 1957-1959 |
|                       | Mohamed Boumezrag      | 1961-1962 |
| Drapeau de la Tunisie | Antar Souid            | 1962-1963 |
| Drapeau de la Tunisie | Amor Doghman           | 1963      |
| Drapeau de la Tunisie | Mohamed Salah Marzouki | 1963-1965 |
| Drapeau de la Tunisie | Mokhtar Soudani        | 1965-1966 |
|                       | Pouba Milosevic        | 1966      |
| Drapeau de la Tunisie | Mokhtar Soudani        | 1966-1971 |
| Drapeau de la Tunisie | Khmoussi Fetoui        | 1971-1972 |
|                       | Ahmed Ouannes          | 1972-1973 |
|                       | Mokhtar Soudani        | 1973-1976 |
|                       | Stephanovic Sava       | 1976-1978 |
|                       | Férid Nasfi            | 1978      |
| Drapeau de la Tunisie | Abdelkrim Belghaieb    | 1978-1979 |
|                       | Stephanovic Sava       | 1979-1980 |
|                       | Aleksandar Petaković   | 1980-1981 |
|                       | Stephanovic Sava       | 1981      |
|                       | Paul Dolezar (en)      | 1981-1982 |
|                       | Dragan Cvetkovic       | 1982-1983 |
|                       | Paul Dolezar (en)      | 1983-1984 |
|                       | Rachid Daoud           | 1984-1985 |
|                       | Mongi Dalhoum          | 1985-1986 |
|                       | Farid Laâroussi        | 1986-1987 |

| Pays                   | Nom                   | Période   |
| ---------------------- | --------------------- | --------- |
|                        | Tzanieg[Qui ?]        | 1987-1988 |
|                        | Mongi Dalhoum         | 1988-1989 |
|                        | Férid Nasfi           | 1989      |
|                        | Abdallah Thabti       | 1989      |
|                        | Ahmed Ouannes         | 1989-1990 |
|                        | Vasil Romanov         | 1990-1991 |
|                        | Férid Nasfi           | 1991      |
|                        | Ahmed Lakhdar         | 1991-1992 |
|                        | Lamine Sdiri          | 1992-1993 |
| Drapeau de la Bulgarie | Michel Ganinov        | 1993      |
| Drapeau de la Tunisie  | Ammar Souayah         | 1993-1994 |
|                        | Khaled Bouenba        | 1994-1995 |
|                        | Kamel Boughzala       | 1995      |
|                        | Hakim Braham          | 1995      |
|                        | Férid Nasfi           | 1995      |
|                        | Mohsen Habacha        | 1995      |
|                        | Paul Dolezar (en)     | 1995-1996 |
|                        | Moncef Guediche       | 1996-1997 |
|                        | Néji Jerad            | 1997      |
| Drapeau de la Tunisie  | Ezzedine Khémila (en) | 1997-1998 |
| Drapeau de la Tunisie  | Farid Laâroussi       | 1998-1999 |
|                        | Férid Nasfi           | 1999      |
|                        | Abderraouf Marzouki   | 1999      |
|                        | Amor Amri             | 1999-2000 |

| Pays                  | Nom                 | Période   |
| --------------------- | ------------------- | --------- |
|                       | Abderraouf Marzouki | 2000      |
|                       | Mohamed Torkhani    | 2000      |
| Drapeau de la Tunisie | Férid Nasfi         | 2000-2001 |
| Drapeau de la Tunisie | Foued Dergaâ        | 2001      |
|                       | Abderraouf Marzouki | 2001-2004 |
|                       | Rejeb Sayeh         | 2004      |
|                       | Ali Ben Néji (ar)   | 2004-2005 |
|                       | Moncef Chargui      | 2005      |
|                       | Ali Ben Néji (ar)   | 2005-2006 |
|                       | Nizar Khanfir (en)  | 2006      |
|                       | Abderraouf Marzouki | 2006      |
|                       | Chiheb Ellili       | 2006-2007 |
|                       | Tarek Thabet        | 2007-2008 |
|                       | Kais Yaâkoubi       | 2008      |
|                       | Salem Tabbassi      | 2008-2009 |
|                       | Lassaâd Maamar (en) | 2009      |
|                       | Kais Yaâkoubi       | 2009      |
|                       | Boualem Mankour     | 2009-2010 |
|                       | Ridha Akacha        | 2010      |
|                       | Mohamed Azaiez      | 2010      |
|                       | Lassaâd Maamar (en) | 2010      |
|                       | Kamel Zouaghi       | 2010-2011 |
|                       | Mohamed Jelassi     | 2011      |
|                       | Robertinho          | 2011-2012 |

| Pays | Nom                 | Période   |
| ---- | ------------------- | --------- |
|      | Chiheb Ellili       | 2012-2014 |
|      | Hamadi Dhaou        | 2014      |
|      | Mourad Okbi (en)    | 2014-2016 |
|      | Nizar Khanfir (en)  | 2016      |
|      | Abderraouf Marzouki | 2016      |
|      | Lassaad Dridi       | 2016      |
|      | Mourad Okbi (en)    | 2016-2017 |
|      | Gérard Buscher      | 2017      |
|      | Maher Kanzari       | 2017-2018 |
|      | Khaled Ben Yahia    | 2018      |
|      | Mohamed Kouki (en)  | 2018      |
|      | Walid Chettaoui     | 2018      |
|      | Enrico Fabbro       | 2018      |
|      | Mourad Okbi (en)    | 2018-2019 |
|      | Anis Jerbi          | 2019      |
|      | Nidhal Khiari       | 2019-2020 |
|      | Habib Kraiem        | 2020      |
|      | Saïf Ghezal         | 2020      |
|      | Chokri Bejaoui (en) | 2021      |
|      | Mohamed Jelassi     | 2022      |
|      | Abderraouf Marzouki | 2022-2023 |
|      | Akrem Ben Sassi     | 2023-2024 |
|      | Mounir Rached       | 2024-2025 |
|      | Ahmed Medeghri      | 2025-     |

### Meilleurs buteurs
Les meilleurs buteurs du club en Ligue I (ou division nationale) et en Ligue II (ou division 2) sont :
| Saison    | Division | Meilleurs buteurs                                   |
| 1958-1959 | Ligue I  | Boulbaba Ghliss (7), Hayder Haouet (4)              |
| 1961-1962 | Ligue I  | Hayder Haouet (4), Antar Souid (3)                  |
| 1962-1963 | Ligue I  | Abdelkrim Belghaieb et Habib Cherif (4)             |
| 1966-1967 | Ligue II | Abdelkrim Belghaieb (5)                             |
| 1970-1971 | Ligue II | Sahbi Kraïem (3)                                    |
| 1971-1972 | Ligue II | Abdessalem Salah (4)                                |
| 1974-1975 | Ligue II | Kamel Hayder (10), Jamel Marzouki (4)               |
| 1975-1976 | Ligue II | Jilani Amorri (3)                                   |
| 1976-1977 | Ligue II | Kamel Hayder (12), Jamel Marzouki (3)               |
| 1977-1978 | Ligue II | Kamel Hayder (11), Jamel Marzouki (8)               |
| 1978-1979 | Ligue II | Jamel Marzouki (6), Rachid Amorri, Tarek Baâbou (4) |
| 1979-1980 | Ligue I  | Rachid Amorri et Samir Zahdi (7)                    |
| 1980-1981 | Ligue I  | Jamel Marzouki (4)                                  |
| 1981-1982 | Ligue II | Samir Zahdi (8), Rachid Amorri, Fethi Moussa (6)    |
| 1982-1983 | Ligue I  | Slah Fessi, Ridha Rajhi, etc. (3)                   |
| 1983-1984 | Ligue I  | Samir Zahdi (4)                                     |
| 1984-1985 | Ligue II | Fethi Cherif et Jalel Bachraoui (5)                 |
| 1985-1986 | Ligue II | Foued Gayed (5), Fethi Cherif et Riadh Bardi (4)    |
| 1986-1987 | Ligue II | Fethi Cherif (7)                                    |
| 1987-1988 | Ligue II | Ali Chahbani (6), Foued Gayed (5)                   |
| 1988-1989 | Ligue II | Adel Moussa (6)                                     |
| 1995-1996 | Ligue II | Kais Yaâkoubi (7)                                   |
| 2004-2005 | Ligue II | Karim Hosny (12), Naïm Berrebat (4)                 |
| 2005-2006 | Ligue II | Dramé Karfa (8), Anis Trabelsi (4)                  |
| 2006-2007 | Ligue II | Dramé Karfa (10), Yassine Bouchaâla (7)             |
| 2007-2008 | Ligue I  | Yassine Bouchaâla, Jamel Rhouma (4)                 |
| 2008-2009 | Ligue II | Dramé Karfa (12), Yousri Touati (5)                 |
| 2009-2010 | Ligue II | Mohamed Brahimi (6), Anouar Sahbani (4)             |
| 2010-2011 | Ligue II | Claude Gondo (12), Sofiane Mogâadi (6)              |
| 2011-2012 | Ligue II | Anis Trabelsi (7), Claude Gondo (4)                 |
| 2012-2013 | Ligue I  | Fakhreddine Galbi (8), Hamza Baghouli (3)           |
| 2013-2014 | Ligue I  | Saad Bguir (6), Mohamed Ali Slama (4)               |
| 2014-2015 | Ligue I  | Youssef Fouzai (5), Saad Bguir et Ahmed Hosni (4)   |
| 2015-2016 | Ligue I  | Hichem Essifi (9), Youssef Fouzai (7)               |
| 2016-2017 | Ligue I  | Hichem Essifi, Ahmed Hosny et Michailou Dramé (5)   |

## Stades et lieux d'entraînement
Le stade olympique de Gabès est le stade principal du club, même s'il est aussi utilisé par l'autre équipe de la ville, l'Avenir sportif de Gabès. Auparavant, l'équipe évoluait au stade Omar-Doghman (après celui situé sur le terrain de l'hôtel Chemes près de la corniche).
Le stade olympique subit d'importants travaux de rénovation à l'occasion des matchs du club comptant pour la coupe de la confédération 2016. D'une capacité de 10 000 places, il est équipé d'un tableau électronique en 2018.
Outre le stade olympique de Gabès avec son annexe et le stade Omar-Doghman, le club dispose d'un camp d'entraînement. Ce dernier abrite un terrain de football, une salle de musculation et un réfectoire.

## Image et identité

### Couleurs
La couleur verte du henné, dont Gabès s'est fait une spécialité, est adoptée dès la fondation du club.

### Emblèmes

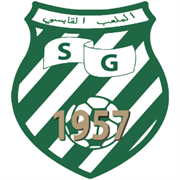
Ancien emblème du Stade gabésien.
Ancien emblème du Stade gabésien.
Emblème actuel du Stade gabésien.

## Tenues
| 1er maillot officiel pour la saison 2015-2016 |

| Maillot officiel pour la CAF (saison 2015-2016) |

| 1er maillot officiel pour la saison 2014-2015 |

| 2e maillot officiel pour la saison 2014-2015 |

| 3e maillot officiel pour la saison 2014-2015 |

## Rivalité et supporters

### Rivalité
Le derby gabésien est un évenement sportif local et national. Cette rivalité est due à la proximité géographique des deux quartiers : Jara pour le Stade gabésien et Menzel pour l'Avenir sportif de Gabès.
Le derby se déroule au stade olympique de Gabès, plus connu sous le nom de stade de Zrig, du nom du quartier où il se situe. Il est souvent retransmis en direct à la télévision.

### Groupes de supporters
Plusieurs groupes de supporters s'occupent des spectacles précédant les matchs, appelés communément dakhla (entrée des joueurs). Parmi eux, il y a Verde Vikings 11 (VV.11) (fondé le 14 décembre 2011) et Sparta Verde 09 (VS.09) (fondé le 14 juin 2009).
Le club a aussi des supporters en Europe et dans le monde qui organisent des collectes de dons pour le sponsoriser avec divers équipements. Le 16 mars 2016, le club reçoit ainsi deux bus. D'autres collectes des supporters, notamment en Europe, ont permis de doter le club de paires de chaussures à crampons pour les jeunes et d'autres fournitures de sport pour l'équipe des seniors.

## Sponsors et équipementiers
Le 31 août 2016, lors d'une assemblée générale ordinaire, le club signe un contrat de deux ans avec Joma pour ses équipes de football et de basket-ball, ce qui fait de la marque l'équipementier officiel du club,. Ce contrat est renouvelé officiellement le 10 décembre 2018 pour la saison sportive 2018-2019.

## Club omnisports
Hormis le football, le Stade gabésien dispose d'une équipe de basket-ball. Elle a refait surface en 2015 avec l'intégration du TACAPES Basket-ball Club de Gabès.